# Euthotorax arizonicus
Euthotorax arizonicus är en skalbaggsart som först beskrevs av Thomas Casey 1906.  Euthotorax arizonicus ingår i släktet Euthotorax och familjen kortvingar. Inga underarter finns listade i Catalogue of Life.